# Austrotriton petulans
Austrotriton petulans is een slakkensoort uit de familie van de Cymatiidae. De wetenschappelijke naam van de soort werd voor het eerst geldig gepubliceerd in 1908 door Hedley en May als Septa petulans.